# 璧

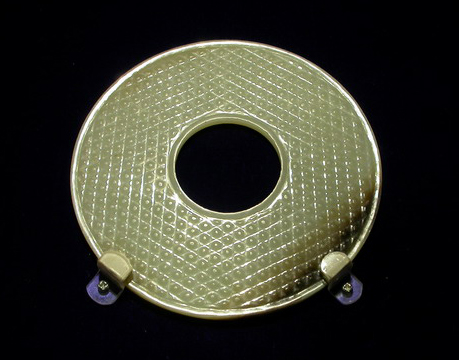
前漢時代の楚王墓から出土した璧

璧（へき）は、古代中国で祭祀用あるいは威信財として使われた玉器。
多くは軟玉から作られた。形状は円盤状で、中心に円孔を持つ。表面に彫刻が施される場合もある。

## 概要
璧の起源は良渚文化まで遡り、当時は琮と共に神権の象徴として扱われていた。
良渚文化が衰えたのちも、璧は主に中原龍山文化へ伝播し、中原では二里頭文化の時期にいったん姿を消すが、殷代に再び現れる。
周代に至り、璧は礼法で天を祀る玉器として規定された。また『周禮』は、諸侯が朝ずる際に天子へ献上するものとして璧を記している。
璧は日月を象徴する祭器として、祭礼用の玉器のうち最も重要なものとされ、春秋戦国時代や漢代においても装飾性を加えて盛んに用いられた。「双璧」「完璧」「白璧」など優れたものを意味する熟語としても使われている。
北京オリンピックのメダルの裏面には、翡翠を使った璧があしらわれた。